# Samantha Kerr (1999)
Samantha Mary Kerr (Falkirk, 17 aprile 1999) è una calciatrice scozzese, centrocampista del Liverpool, in prestito dal Bayern Monaco, e della nazionale scozzese.

## Carriera

### Club

#### Giovanili
Kerr ha giocato per le Central Girls (in precedenza Falkirk Ladies) dai 12 ai 16 anni. Nel maggio 2015, è stata il capitano della Graeme High School alla Scottish School Girls Cup.

#### Glasgow City
Nel gennaio 2016, all'età di 16 anni, Kerr ha firmato per il Glasgow City. Riguardo al suo acquisto, l'allenatore del Glasgow City Scott Booth ha dichiarato: "Sam Kerr è una giovane giocatrice con qualità speciali... Siamo lieti che abbia scelto di unirsi al Glasgow City per sviluppare ulteriormente il suo talento mentre progredisce in una fantastica carriera nel gioco". Nel marzo 2016, ha aiutato il club a sconfiggere le Glasgow Girls e ad avanzare alle semifinali della Coppa di Premier League femminile scozzese. Kerr era un membro della squadra del Glasgow City che ha vinto la SWPL per il decimo anno consecutivo alla fine della stagione 2016; questa è stata la prima volta nella storia del calcio scozzese che un club senior ha ottenuto questo risultato (nessuna squadra maschile ne ha accumulate più di nove di fila). Ha anche vinto più titoli nel 2018, 2017 e 2019 (la stagione 2020 è stata cancellata a causa della pandemia di COVID-19 in Scozia) e ha giocato nella UEFA Women's Champions League, raggiungendo i quarti di finale della competizione nel 2019-20.

#### Rangers
Nel dicembre 2020, Kerr si è trasferita al Rangers con un accordo precontrattuale concordato sei mesi prima (la compagna di squadra Kirsty Howat ha fatto lo stesso cambio). Nella stagione 2021-2022, ha segnato il primo gol in assoluto segnato dalla squadra femminile all'Ibrox Stadium in una vittoria contro l'Aberdeen, ed è stata nominata nella Squadra dell'anno della PFA Scozzese quando i Rangers hanno vinto il campionato SWPL per la prima volta.

#### Bayern Monaco
Kerr ha firmato un contratto triennale con il Bayern Monaco il 30 maggio 2023. L'8 gennaio 2025, invece, viene ceduta in prestito al Liverpool fino al termine della stagione.

### Nazionale
Kerr ha rappresentato la Scozia ai livelli under 15 e under 17, inclusa la fase a gironi dell'Europeo di Inghilterra 2014. Il suo debutto nelle competizioni UEFA è avvenuto il 9 ottobre 2014 contro il Montenegro. Ha inoltre rappresentato la Scozia a livello under 19 agli Europei e al Torneo di La Manga in Spagna.
È stata convocata con la nazionale maggiore per la prima volta nel novembre 2018 ed è stata una dei due giocatori senza limiti scelti per la Pinatar Cup 2020. Kerr ha fatto il suo debutto internazionale completo in quel torneo, giocando gli ultimi 13 minuti del vittorioso incontro per 3-0 con l'Ucraina del 4 marzo.

## Palmarès

### Club
- Campionato scozzese: 5

Glasgow City: 2016, 2017, 2018, 2019
Rangers: 2021-2022
- Scottish Women's Cup: 1

Glasgow City: 2019
- Campionato tedesco: 1

Bayern Monaco: 2023-2024
- Supercoppa di Germania: 1

Bayern Monaco: 2024

### Nazionale
- Pinatar Cup: 1

2020